# A Christmas Carol (film 1938)
A Christmas Carol è un film del 1938 diretto da Edwin L. Marin.
È una delle due versioni sonore del romanzo Canto di Natale di Charles Dickens, realizzate negli anni trenta. Concepito come un film per famiglie, elimina gli aspetti più inquietanti della storia e dà maggior spazio al personaggio di Fred (nipote di Scrooge) e della sua fidanzata per introdurre un elemento romantico assente nella narrazione originaria. Il film si avvale di un cast di celebri attori, capitanati da Reginald Owen e di una colonna sonora composta di Franz Waxman. Ma a rubare la scena fu Terry Kilburn con la sua interpretazione di "Tiny Tim", che del film divenne quasi co-protagonista complice anche  la memorabile linea finale (“God bless us, every one”) a lui affidata.

## Trama
L'avaro e gretto Ebenezer Scrooge, alla vigilia di Natale, non vuole fare la carità né è intenerito dalla visita di un nipote. Tornato a casa, Scrooge vede il fantasma del suo ex socio che lo mette in guardia. La notte, verrà poi visitato da tre spiriti: lo spirito del Natale passato, lo spirito del Natale presente e lo spirito del futuro che lo attende se non cambia atteggiamento verso gli altri.

## Produzione
Il film fu prodotto negli Stati Uniti d'America dalla Metro-Goldwyn-Mayer (MGM).

## Distribuzione
Il film uscì nelle sale cinematografiche statunitensi il 16 dicembre 1938, distribuito dalla Metro-Goldwyn-Mayer. Ebbe vasta diffusione internazionale.
Il film fu reso disponibile in VHS nel 1991 e quindi in DVD nel 2005.